# BAIC
BAIC Group (офіційно Beijing Automotive Industry Holding Co., Ltd.) — китайський державний холдингом кількох автомобільних виробників, розташованих в Пекіні, Китай. Її основні дочірні компанії включають в себе виробник легковиків BAIC Motor, виробник військових автомобілів і позашляховиків BAW та виробник вантажівок, автобусів і сільськогосподарських машин Foton Motor. Засновником BAIC є Beijing State-owned Assets Management Co.
У 2014 році виробництво холдингу сягнуло 2,25 мільйона автомобілів, що робить BAIC четвертим по величині серед вітчизняних конкурентів, хоча він зайняв друге місце з точки зору виробництва комерційного транспорту.
Завдяки спільним підприємствам, BAIC виготовляє автомобілі Hyundai і Mercedes-Benz для продажу на китайському ринку.

## Електромобілі
Пробну партію із 30 електромобілів було випущено в кінці 2010 року, використовуючи технології Saab і власні напрацювання. Китай дає субсидії на нафту і в той же час розвиває технології із виробництва електромобілів, оскільки західні компанії все ще мають досить значні напрацювання у порівнянні із китайськими компаніями.
Електромобіль BAIC EC-Series став найпродаванішим електричним автомобілем у Китаї в 2017 року із 78 079 проданими авто.